# Little Bird (canción de The Beach Boys)
«Little Bird» es una canción escrita por Dennis Wilson y Stephen Kalinich con contribuciones no acreditadas de Brian Wilson. Fue grabado por la banda de rock estadounidense The Beach Boys y lanzado en su álbum Friends de 1968. También apareció como lado B del sencillo "Friends" del álbum. El sencillo alcanzó el número 47 en los Estados Unidos y el número 25 en el Reino Unido.

## Composición
Brian dijo: "Dennis nos regaló 'Little Bird', que me dejó boquiabierto porque estaba tan lleno de espiritualidad. Era un compositor tardío. Vivió una vida muy agitada y dura, pero su música era tan sensible como la de cualquiera".
El outro de "Little Bird" presenta una cita musical de la composición inacabada de "Child is father to the man" de 1966 compuesta por Brian Wilson para el álbum inédito SMiLE. Las contribuciones de Brian nunca han sido acreditadas en la canción.

## Recepción
Matthew Greenwald de AllMusic calificó la canción como una "una sorpresa maravillosa" de Dennis: "[su] capacidad terrenal para capturar su amor por el poder de la naturaleza es la base de esta pequeña obra maestra, y junto con el talentoso colaborador Steve Kalinich, pudo demostrar sus emociones".